# قاعة طوكيو باي إن كيه
قاعة طوكيو باي إن كيه (بالإنجليزية: Tokyo Bay NK Hall)‏ كانت ساحة رياضية داخلية تقع في منتجع طوكيو ديزني في يورايسو، تشيبا، في اليابان.